# Cinema Catalunya
El Cinema Catalunya (alguna vegada escrit també a la castellana: Cine Cataluña) fou un cinema de Manresa que estava emplaçat al Passeig de Pere III, 48 (fent cantonada amb el carrer Magí Canyelles).
La història d'aquest cinema comença quan l'empresari barceloní Rafael Gisbert Ferrandis, el 3 de gener del 1946, va sol·licitar a la junta d'espectacles un permís per «construir un edificio compuesto de salón destinado a espectáculos cinematográficos y baile, un salón de te y baile, y un bar-restaurante». Fou aprovada el 8 de gener del mateix any i el nou cinema portaria el nom de Windsor.
Al cap de dos anys amb les obres gairebé acabades, Rafael Gisbert va vendre el solar i la concessió del cinema a Modest Padró Riera, marit de Rosa Cabot Verdaguer (filla de l'empresari del món del cinema i el teatre Andreu Cabot Puig). L'edifici ocupava més de mil metres quadrats amb una capacitat de 1.818 espectadors (1.216 a la platea i 602 a l'amfiteatre) i disposava de dos projectors.
Padró li va canviar el nom i el Cinema Catalunya va obrir portes el 29 d'agost del 1948, per la Festa Major de Manresa, amb la projecció de la pel·lícula “Aquella noche en Río”.
Durant molts anys, el Catalunya va ser el cinema de més categoria de Manresa i era on es feien les estrenes més importants. Tenia butaques encoixinades, quan la resta d'espais culturals de la ciutat les tenien de fusta.
L'any 1954, l'empresa publicitava al Periódico del Movimento: «siempre dispuesta a ofrecer a su público de Manresa las últimas novedades cinematográficas se complace en anunciar haber contratado para su estreno exclusivo la totalidad de las superproducciones 20th. Century Fox con el modernísimo sistema Cinemascope con la divertidísima producción “Como casarse con un millonario”».

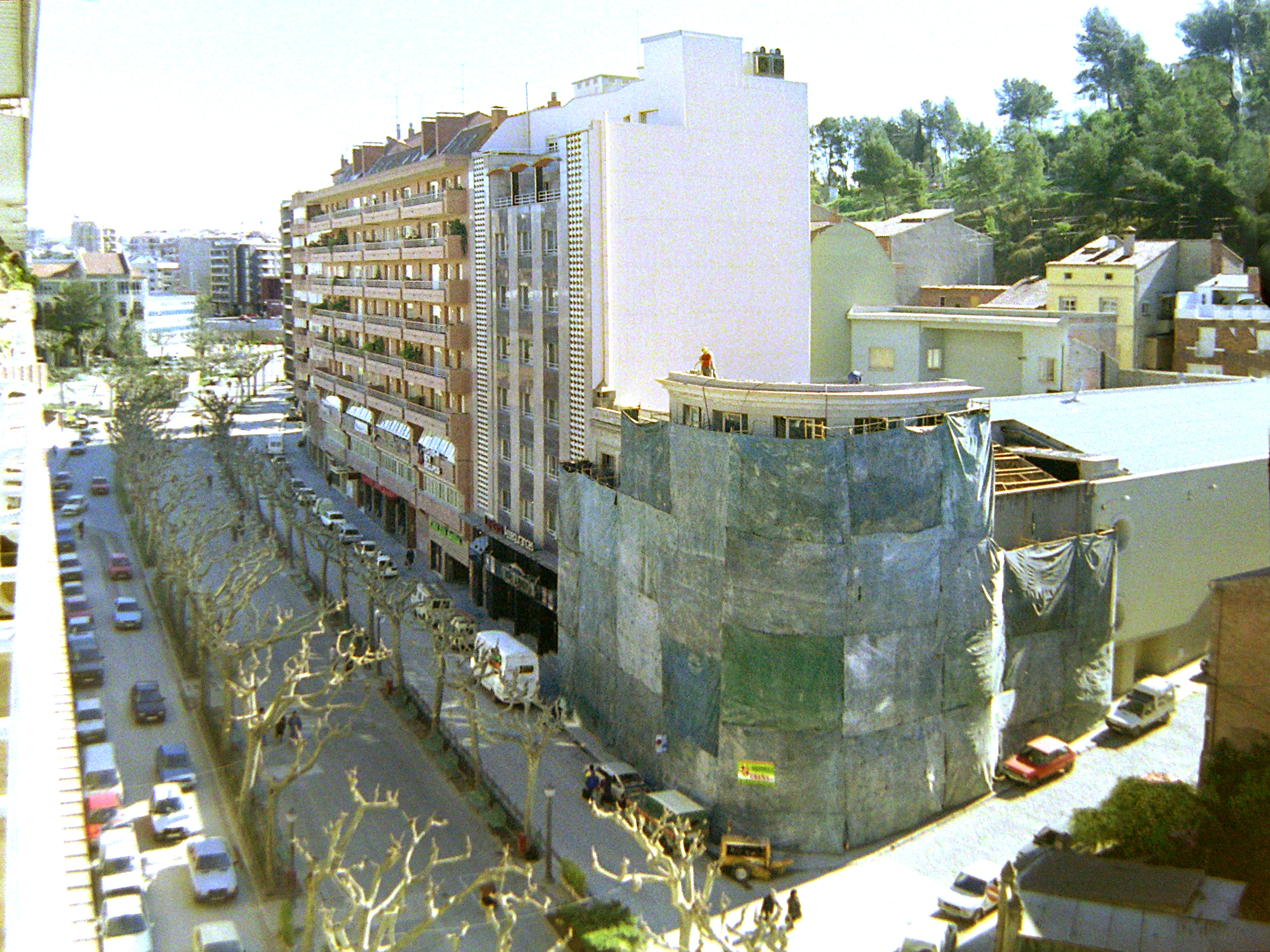
Enderroc Cinema Catalunya (1988-1989)

En els primers temps, el Catalunya obria de dijous a diumenge però, a la meitat de la dècada dels cinquanta, ja només obria els caps de setmana i els festius. Va tancar portes el 1987.